# Адам Сільвера
Адам Сільвера (англ. Adam Silvera) — американський автор молодіжних фантастичних романів, відомий своїми романами-бестселерами «Вони обоє помирають наприкінці», «Щасливіший, ніж ні» та «Історія — це все, що ти мені залишив».

## Життя та кар'єра
Адам Сільвера народився і виріс у Південному Бронксі в Нью-Йорку. Його мати, Персі Роза, пуерториканка і соціальний працівник. Сільвера почав писати, коли йому було приблизно 10-11 років, спочатку починав писати в жанрі фанфік.
Сільвера працював баристою, продавцем книг і рецензентом у Shelf Awareness, перш ніж стати письменником. Сільвера відкрито розповідає про свою боротьбу з депресією. Також він відкритий гей.
Перший роман автора, «Щасливіший, ніж ні», був опублікований 2 червня 2015 року видавництвом Soho Teen . Книга стала бестселером за версією New York Times, а також увійшла до короткого списку літературної премії «Лямбда» з літератури для дітей та молоді . Станом на 2020 рік HBO Max розробляв одногодинний серіал "Щасливіший, ніж не ", Дрю Комінс і Сільвера виступили виконавчими продюсерами проєкту.
Його другий роман, «Історія — це все, що ти мені залишив», був опублікований 17 січня 2017 року також у видавництві Soho Teen. 5 вересня того ж року HarperCollins опублікувала книгу «Вони обоє помирають наприкінці». У 2019 році HBO запропонував створити серіал, сценаристом якого мав стати Кріс Келлі, а виконавчим продюсером — Джей Джей Абрамс, однак Адам Сільвера оголосив, що виступе сценаристом і виконавчим продюсером телевізійної адаптації свого роману.
Четвертий роман Сільвери "Що, якщо це ми" був написаний у співавторстві з Беккі Альберталлі та опублікований у 2018 році видавництвом HarperTeen. Права на фільм та на книгу були продані Anonymous Content у 2018 році, сценаристом буде Браян Йоркі.
Фентезі-серія «Нескінченний цикл» від Сільвери почалася з книги «Син нескінченності», яка була опублікована в 2020 році.

### Романи

#### Окремі книги
- Більше щасливі, ніж ні (SoHo Teen, 2015)
  - Щасливіший кінець — розкішне видання «Щасливіших, ніж ні», яке включає додатковий останній розділ, передмову Енджі Томас і післямову від Сільвери (2020)
- Історія — це все, що ти мені залишив (SoHo Teen, 2017)

Серія Death-Cast
- Вони обоє помирають наприкінці (HarperTeen, 2017)
- Перший, хто помре в кінці (2022)

Серія «Що робити, якщо це ми»
- Що, якщо це ми, у співавторстві з Беккі Альберталлі (HarperTeen, 2018)
- Ось до нас, у співавторстві з Беккі Альберталлі (HarperTeen/Balzer + Bray, 2021)[16]

#### Серія «Нескінченний цикл»
- Син нескінченності (2020)
- Жнець нескінченності (2021)

### Розповіді
- Тому що ти любиш ненавидіти мене: 13 розповідей про злодійство (Bloomsbury Publishing, 2017)
- (Не)називай мене божевільним (Алгонкін, 2018)
- Колір поза лініями (SoHo Teen, 2019)